# Probactrosaure
El probactrosaure (Probactrosaurus, "abans del bactrosaure") és un gènere de dinosaure iguanodont hadrosauroïdeu. Va viure al Cretaci inferior en el que actualment és la Xina. L'espècie tipus és Probactrosaurus gobiensis, descrita per A. K. Rozhdestvensky l'any 1966.
El probactrosaure era un dinosaure herbívor que podia arribar als 6 metres de longitud. Tenia un musell estret, una mandíbula inferior allargada i fileres dobles de dents aplanades a les galtes. Era un possible ancestre dels hadrosàurids, amb els quals compartia algunes característiques.

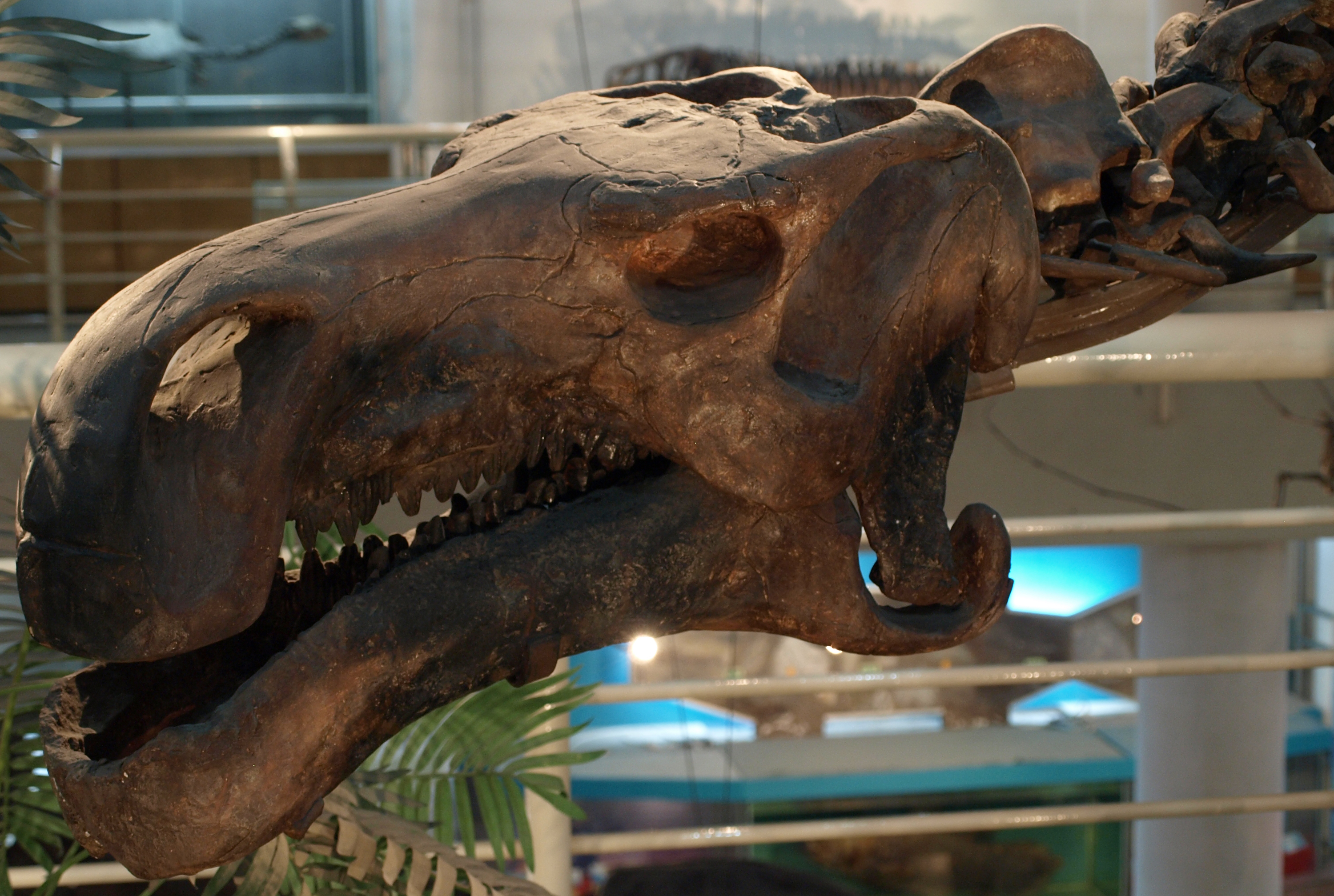
Crani d'un espècimen de Probactrosaurus gobiensis exhibit al museu paleozoològic de la Xina
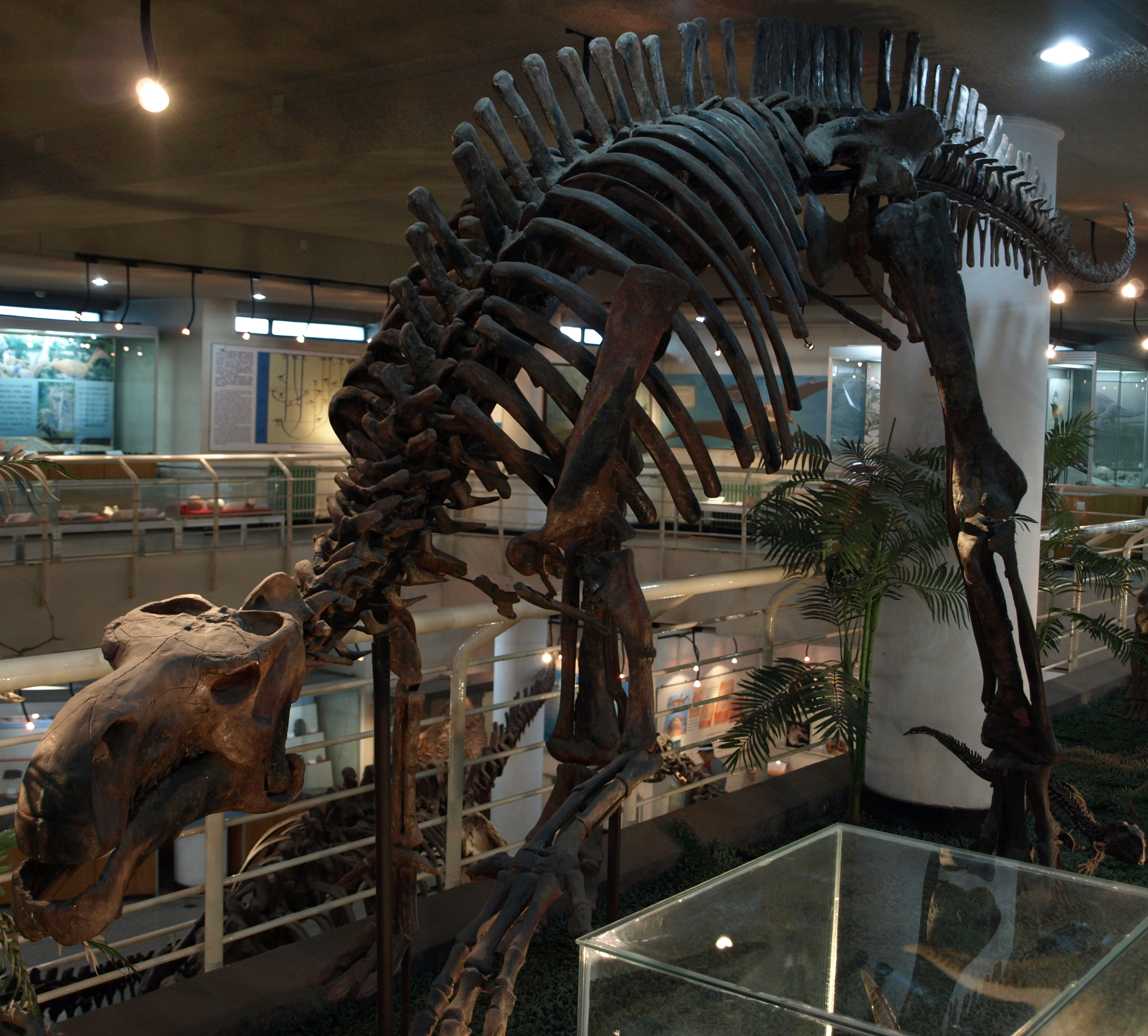
Esquelet complet